# 松本薬品
松本薬品株式会社（まつもとやくひん）は、医薬品・衛生材料を卸す企業であった。メディセオ・パルタックホールディングスグループの一社「よんやく」である。

## 概要
- 会社設立 1949年（昭和24年）6月18日
- 資本金 8000万円
- 本社 愛媛県伊予郡砥部町八倉83
- 代表取締役社長 松本 浩

## 大株主
- 武田薬品24.1％
- 山之内製薬11.0％
- 松本浩8.8％

## 営業所
- 愛媛県:伊予郡砥部町・新居浜市・今治市・大洲市・宇和島市・南宇和郡
- 香川県:高松市

## 沿史
- 1892年（明治25年）2月 - 玉井武次郎は愛媛県温泉郡浮穴村大字森松で玉井冨平とヒデの3男として生誕
- 1912年（明治45年）7月 - 伊予郡上灘村の松本家の婿養子となり松本武次郎となる
- 1914年（大正3年） - 明治薬学専門学校に入学
- 1915年（大正4年） - 明治薬学専門学校を卒業
- 1917年（大正6年）12月 - 薬剤師免許を取得
- 1918年（大正7年）6月 - 愛媛県伊予郡郡中町灘町に松本武次郎商店を開業
- 1923年（大正12年） - 名古屋の「小林大薬房」と特約店契約締結
- 1945年（昭和20年） - 第二次世界大戦にて会社は消失
- 1946年（昭和21年）5月 - 「株式会社松本商店」を設立
- 1947年（昭和22年）12月 - 「松本薬品株式会社」と社名変更
- 1949年（昭和24年）3月 - 「松本薬品株式会社」から松本武次郎・松本紀一が退社
- 1949年（昭和24年）4月 - 「松本薬品株式会社」から「厚生薬品株式会社」（代表取締役社長　梶野賢太郎）と社名変更し松山市萱町3に移転新築

（松本薬品株式会社）
- 1949年（昭和24年）6月 - 資本金100万円で愛媛県松山市大街道1丁目に「松本薬品（株）」（代表取締役社長　松本紀一）を設立 武田薬品・三共等のメーカーと取引開始
- 1953年（昭和28年）6月 - 「今治連絡所」（後の今治支店）開設
- 1955年（昭和30年）8月 - 「八幡浜出張所」（後の八幡浜支店）開設
- 1955年（昭和30年）12月 - 「宇和島出張所」（後の宇和島支店）開設
- 1962年（昭和37年） - 「大洲出張所」（後の大洲支店）開設
- 1962年（昭和37年）5月 - 「愛媛給食資材株式会社」を合併
- 1963年（昭和38年） - 「新居浜出張所」（後の新居浜支店）開設
- 1963年（昭和38年）6月 - 東京都に「大鵬薬品工業株式会社」（大塚製薬と全国の主要卸業者が出資して設立された企業である）設立。愛媛地区独占販売契約を締結。大鵬薬品は1県1社代理店制度を採用する
- 1965年（昭和40年）7月 - 「水無月会」発足
- 1965年（昭和40年）11月 - 「愛媛タケダ会」組織
- 1966年（昭和41年）4月 - 「高知・中村連絡所」開設
- 1967年（昭和42年）6月 - 「宇和連絡所」開設
- 1967年（昭和42年）7月 - 特殊薬品部を分離して「松本食産株式会社」を設立
- 1968年（昭和43年）4月 - 「川之江連絡所」開設
- 1970年（昭和45年）6月 - 香川県観音寺市の「矢野薬品」卸部門を吸収合併し「香川松本薬品」設立
- 1971年（昭和46年）1月 - 新居浜市の「荒木薬品」（代表取締役取締役　荒木三樹雄）と合併
- 1972年（昭和47年） - 「NHI（株式会社日本ヘルス・インダストリー）」設立
- 1973年（昭和48年）1月 - 「西讃連絡所」開設
- 1973年（昭和48年）10月 - 「有限会社トキワ薬局」（徳島県徳島市寺島本町）の卸部門と共同出資し「常磐薬品株式会社」設立
- 1975年（昭和50年）10月 - 「愛媛大学医学部附属病院」開院
- 1976年（昭和51年）4月 - 「松本畜産」と「隼英医療器」合併し「株式会社コーワシステム」設立
- 1978年（昭和53年）4月 - 「武田薬品」「山之内製薬」より取締役派遣
- 1981年（昭和56年） - 香川県高松市の「香川松本薬品」を合併し「高松支店」に併合
- 1998年（平成10年） - 「椿会のメンバー・武田薬品・山之内製薬・エーザイ・大日本製薬・大塚製薬・大鵬薬品・住友製薬・吉富製薬・日本ロシュ・バイエル薬品・日本シエーリング・ゼリア新薬・ノバルティスファーマ」
- 1999年（平成11年） -  松本薬品（株）とサンエイ薬品（株）が合併し（株）よんやくとして発足

## 主な取引メーカー
- 武田薬品
- 山之内製薬
- エーザイ
- 大日本製薬
- 大塚製薬
- 住友製薬

## 備考
- 高知県中村市本町3-26にかって「高知・中村営業所」があった。
- 大津出張所があった
- 川之江連絡所があった